# Mallada morotus
Mallada morotus is een insect uit de familie van de gaasvliegen (Chrysopidae), die tot de orde netvleugeligen (Neuroptera) behoort. 
Mallada morotus is voor het eerst wetenschappelijk beschreven door Banks in 1915.